# الدوري الأمريكي لكرة السلة للمحترفين 1961–62
الدوري الأمريكي لكرة السلة للمحترفين 1961–62 (بالإنجليزية: 1961–62 NBA season)‏ هو موسم من إن بي أي. أقيم خلال الفترة 19 أكتوبر 1961 وحتى 18 أبريل 1962، وأشرف على تنظيمه إن بي أي، وفاز فيه بوسطن سيلتكس.